# Heteroliodon lava
Heteroliodon lava är en ormart som beskrevs av Nussbaum och Raxworthy 2000. Heteroliodon lava ingår i släktet Heteroliodon och familjen snokar. IUCN kategoriserar arten globalt som nära hotad. Inga underarter finns listade i Catalogue of Life.
Arten förekommer i låglandet och i kulliga områden på västra Madagaskar upp till 300 meter över havet. Habitatet utgörs av områden med kalksten som är täckta av lövfällande skog.